# Amblyomma echidnae
Amblyomma echidnae är en fästingart som beskrevs av Roberts 1953. Amblyomma echidnae ingår i släktet Amblyomma och familjen hårda fästingar. Inga underarter finns listade i Catalogue of Life.